# Joseph Fay
Pour les articles homonymes, voir Fay.
Joseph Fay, né le 6 août 1812 ou le 10 août 1813 à Cologne et mort le 27 juillet 1875 à Düsseldorf, est un peintre prussien.

## Biographie
Joseph Fay étudie à l'académie des beaux-arts de Düsseldorf puis part à Paris apprendre en particulier la peinture d'histoire. Il se fait connaître en 1840 par une représentation de Samson et de Dalila. Son œuvre la plus importante est la fresque dans une salle de la mairie d'Elberfeld reproduisant La Genèse des Allemands à la bataille de Teutobourg.
Après avoir privilégié les thèmes historiques et romantiques, son œuvre se tourne vers la scène de genre. Il présente la vie et les activités des Italiens lors de nombreux séjours dans le pays, mettant en scène une joie de vivre.

## Œuvre

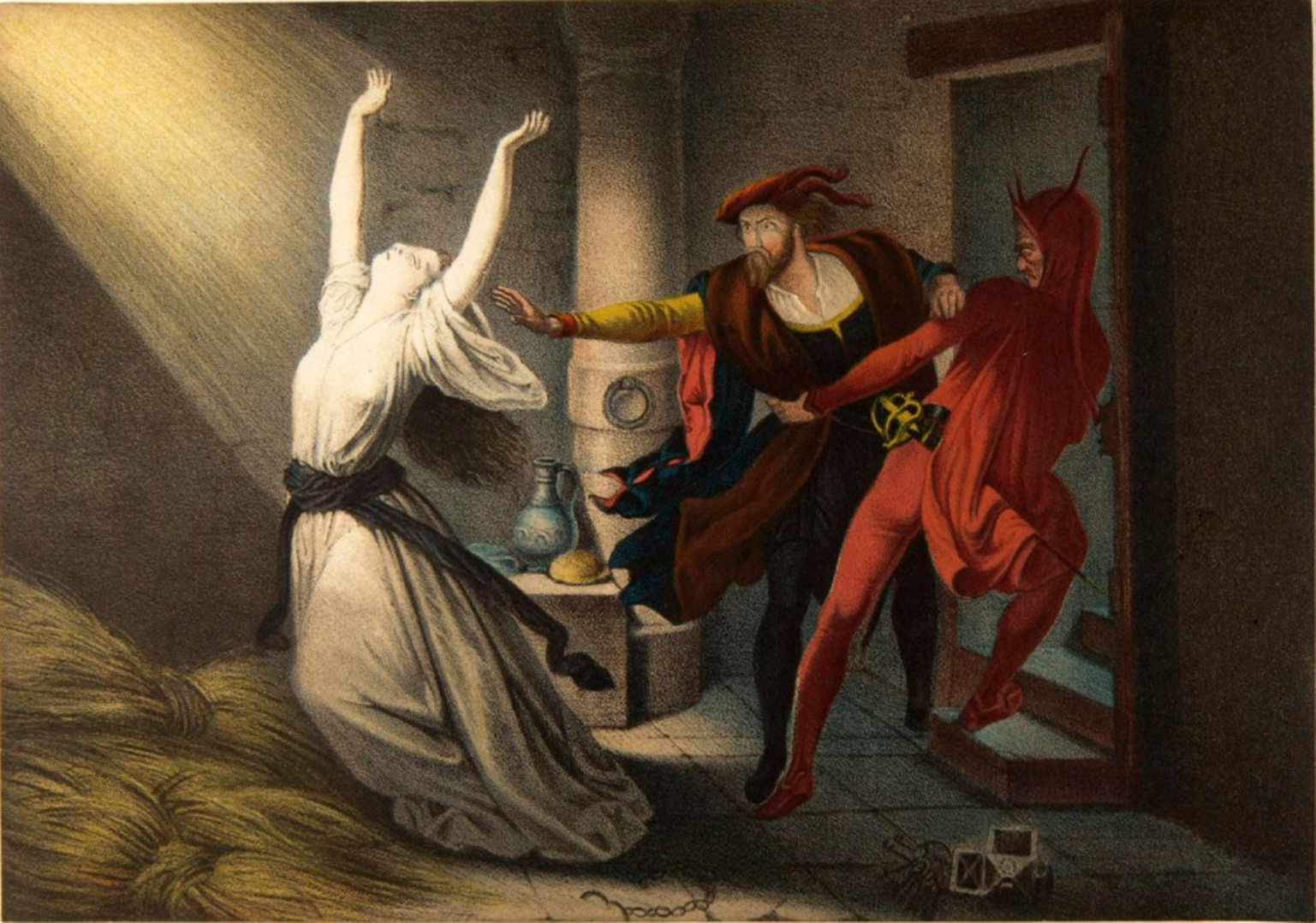
Faust und Mephisto im Kerker, 1848, lithographie colorée de Joseph Fay.